# Плоть
Плоть (рос. Плоть; рум. Plopi) — село в Рибницькому районі в Молдові (Придністров'ї). Центр сільської ради.
Згідно з переписом населення 2004 року кількість українців — 5,4%.